# Werkgruppe 7 und Bauturm

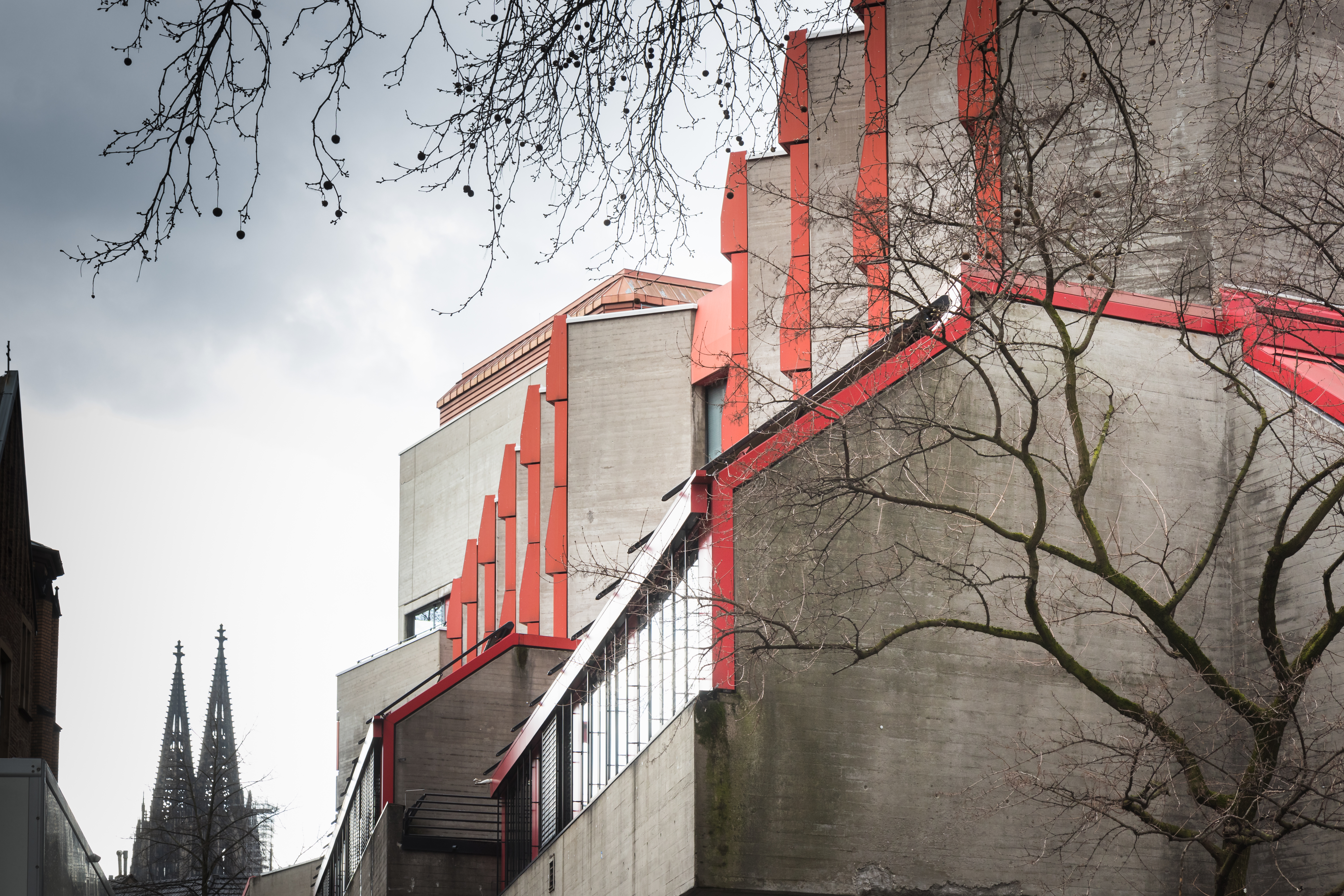
Hochschule für Musik und Tanz Köln, Werkgruppe 7 und Bauturm

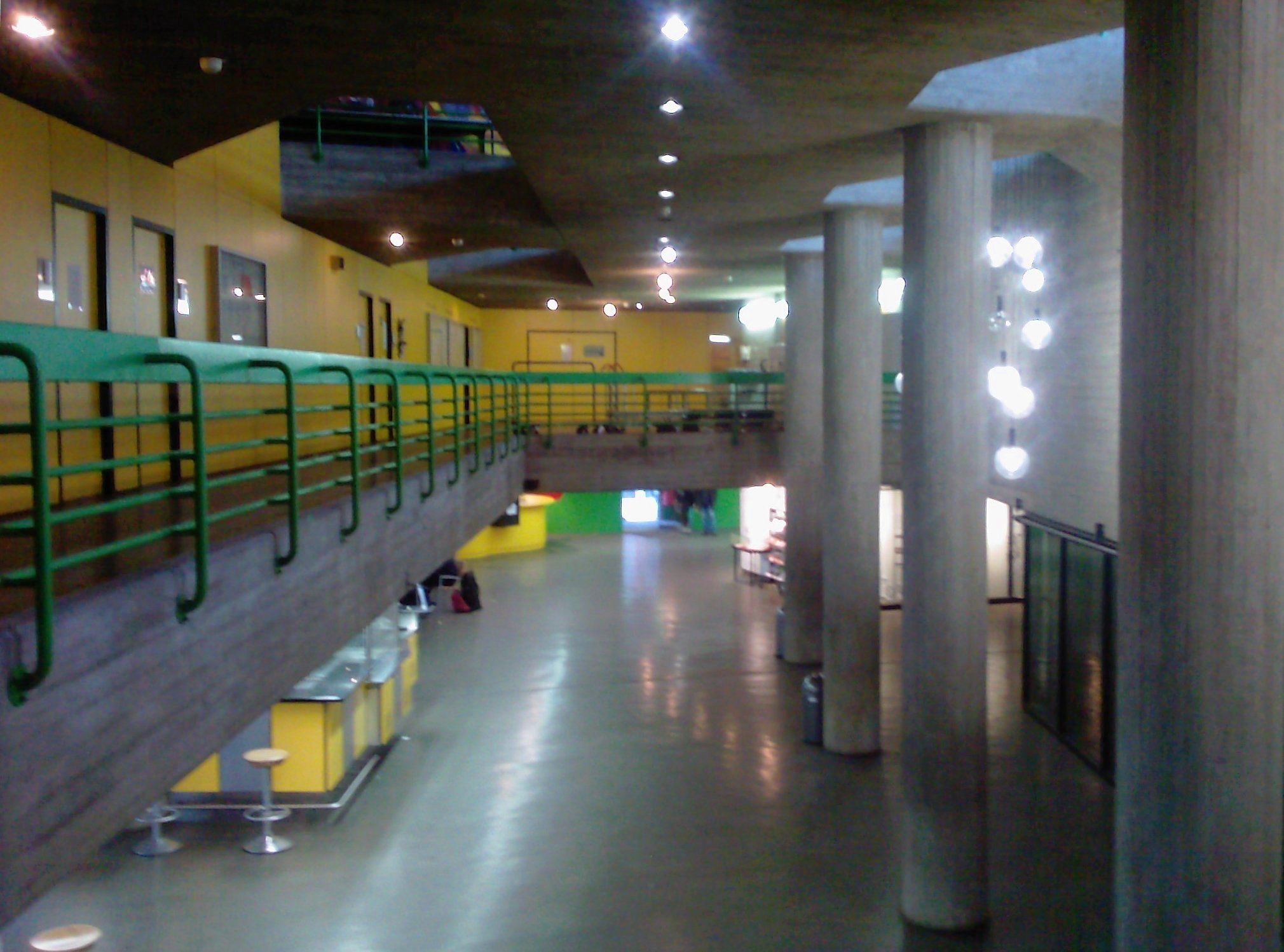
Hochschule für Musik und Tanz Köln, Werkgruppe 7 und Bauturm

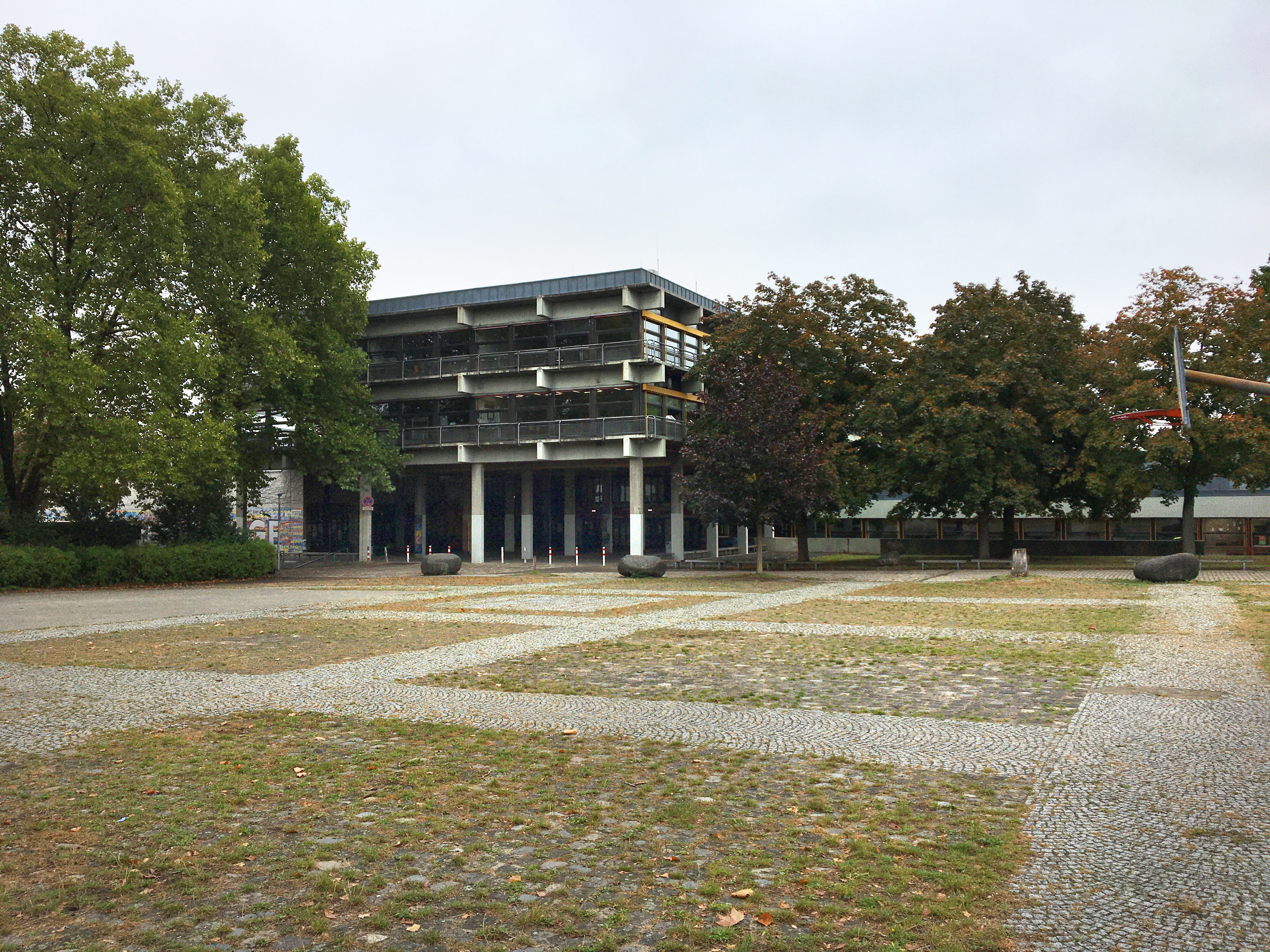
Schulzentrum Niederpleis, Werkgruppe 7

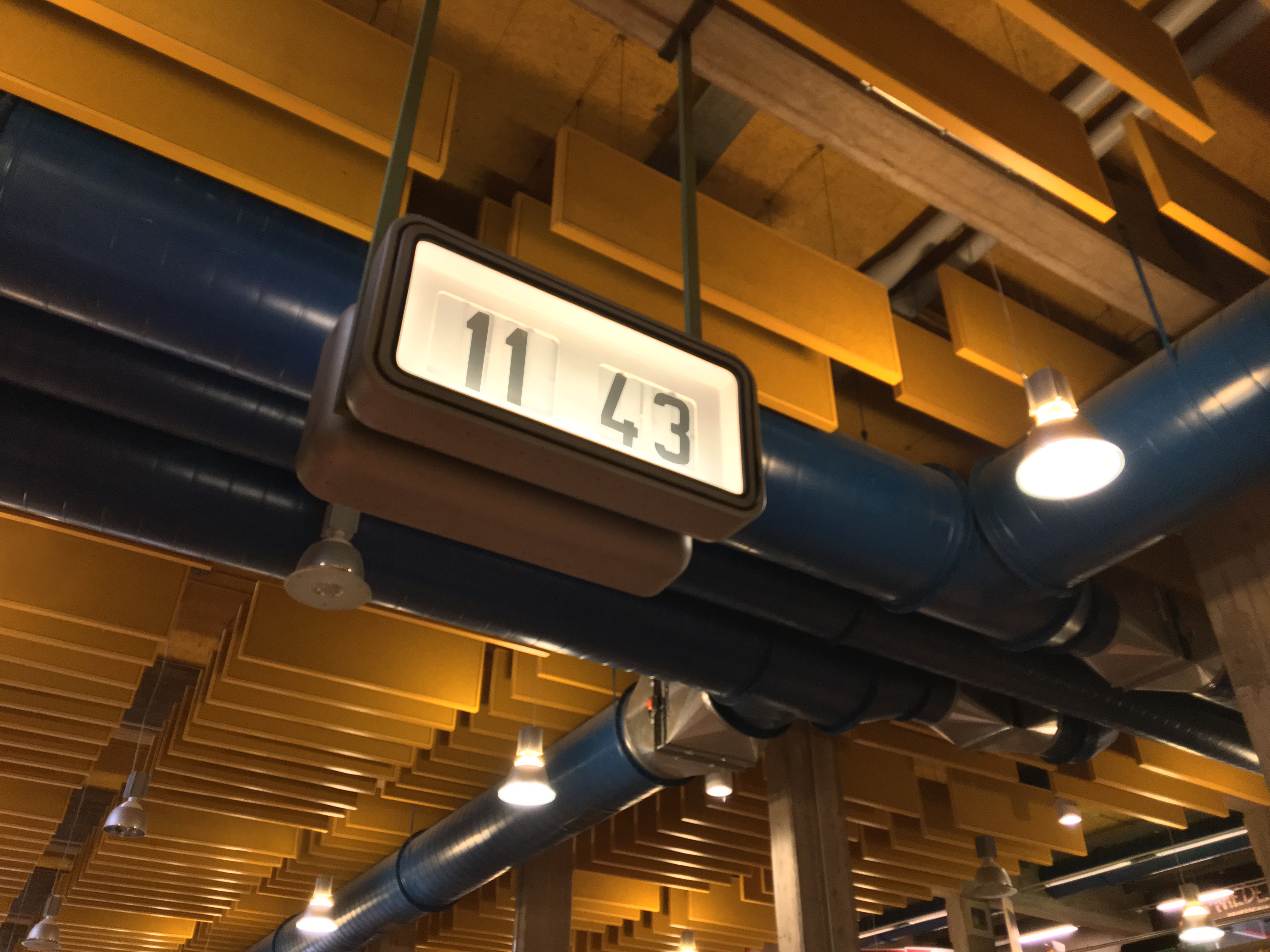
Schulzentrum Niederpleis, Werkgruppe 7

Die Architektenkollektive Werkgruppe 7 und Bauturm waren Zusammenschlüsse von sieben jungen Kölner Architekten, die in der Zeit von 1968 bis 1981 in verschiedenen Konstellationen zusammenarbeiteten. Zu den Mitgliedern zählten Erich Schneider-Wessling, Peter Busmann, Heiner P. Hachenberg, Jürgen G. Pahl, Walter Ruoff (1914–1991), Peter Trint und Erwin H. Zander.

## Geschichte
Erich Schneider-Wessling und Peter Busmann gründeten die Bürogemeinschaft „Bauturm“ im Jahr 1968, das Büro befand sich im Haus Aachener Straße 24–26 in Köln. Ab 1969 nahmen sie zusammen mit Heiner P. Hachenberg, Jürgen Pahl, Walter Ruoff, Peter Trint und Erwin H. Zander unter dem Namen „Bauturm“ gemeinsam an Architekturwettbewerben teil. Bereits 1969 gewann eine Gruppe den Wettbewerb für die Musikhochschule Köln, dessen Bau sie bis 1977 – nun als Werkgruppe 7 und Bauturm – in zwei Abschnitten ausführte.

## Werk (Auswahl)

### Wettbewerbsentwurf alsBauturmund Ausführung alsWerkgruppe 7 und Bauturm
- 1969–1972: Gesamtschule Rodenkirchen in Köln-Rodenkirchen
Die Gesamtschule Köln-Rodenkirchen wurde 2009/2010 abgerissen.[3] Eine umfangreiche Untersuchung hatte 2004 ergeben, dass ein Abriss der alten und der Bau einer neuen Schule die wirtschaftlichste Maßnahme sei.[4]
- 1969–1977: Staatliche Hochschule für Musik Köln im Kunibertsviertel

### Wettbewerbsentwurf und Ausführung alsWerkgruppe 7
- 1972–1977: Schulzentrum Niederpleis in Sankt Augustin[5]
- 1975–1980: Schulzentrum Köln-Ostheim in Köln-Ostheim

### Wettbewerbsentwurf und Ausführung alsBauturm
- 1969: Urbanes Wohnen, Köln/München
- 1981: Integrierte Gesamtschule Bonn-Beuel in Bonn-Pützchen